# Инфракрасная головка самонаведения
Инфракрасная головка самонаведения (Тепловая головка самонаведения, ТГС; англ. Heatseeker) —  головка самонаведения, работающая на принципе улавливания волн инфракрасного диапазона, излучаемых захватываемой целью. Представляет собой оптико-электронный прибор, предназначенный для идентификации цели на окружающем фоне и выдачи в автоматическое прицельное устройство (АПУ) сигнала захвата, а также для измерения и выдачи в автопилот сигнала угловой скорости линии визирования.

## Функциональная схема и принцип действия

Основные недостатки ТГС: Проблемы распознавания и захвата целей в условиях сложной фоновой обстановки (на фоне облаков и земной или водной поверхности)

Оптическая система, представляющая собой зеркально-линзовый объектив, установленный на роторе гироскопа и вращающийся вместе с ним, собирает тепловую энергию, излучаемую целью, в фокальную плоскость объектива, где расположен модулирующий диск (радиально-щелевой растр). Непосредственно за растром расположен иммерсионный приемник излучения, закрепленный на внутренней рамке карданного подвеса. Тепловой поток от цели фокусируется на растре в виде пятна. Благодаря наклону приемного зеркала при вращении ротора гироскопа пятно рассеивания «переносится» по окружности сканирования на поверхности растра. На фотоприемник падают «пачки» импульсов теплового излучения, период следования которых равен периоду вращения (огибающая частота) гироскопа. Фотоприемник преобразует импульсы теплового излучения в электрический сигнал, несущий в себе информацию о величине и направлении углового рассогласования между оптической осью объектива и линией визирования цели.
В случае, когда цель находится на оптической оси объектива, центр окружности сканирования пятна рассеивания совпадает с центром растра. При появлении углового рассогласования (Д=0) центр окружности сканирования смещается относительно центра растра в плоскости рассогласования. Возникает Частотная девиация несущей частоты, глубина которой соответствует величине углового рассогласования, а фаза его направлению.
Сигнал с фотодетектора поступает на предусилитель (ПУ), предназначенный для согласования высокоомного выходного сопротивления фотоприемника с входом электронного тракта ТГС и предварительного усиления сигнала. Далее сигнал поступает на усилитель несущей частоты (УН), представляющий собой усилитель-ограничитель с полосой пропускания, определяемой диапазоном девиации частоты. С выхода усилителя несущей частоты сигнал поступает на вход частотного дискриминатора, являющегося звеном, чувствительным к изменению частоты входного сигнала, и далее на амплитудный детектор, который выделяет огибающую на частоте вращения гироскопа. Затем сигнал поступает на вход усилителя коррекции, представляющего собой резонансный усилитель, настроенный на частоту вращения гироскопа. Усилитель коррекции, являющийся усилителем мощности, питает катушки коррекции статора, представляющие собой соленоид, внутри которого вращается постоянный магнит—ротор гироскопа. В установившемся режиме частота коррекционного тока равна частоте вращения гироскопа. Амплитуда и фаза тока коррекции определяют величину и направление вектора момента коррекционной системы.
Для раскрутки гироскопа и поддержания постоянной частоты его вращения в ТГС имеется система раскрутки и стабилизации оборотов. Необходимость стабилизации оборотов вызвана тем, что помимо составляющих от моментов трения в подшипниках вращения, моментов, обусловленных ЭДС самоиндукции и т. д., возникают моменты, тормозящие или разгоняющие гироскоп; эти моменты зависят от углов пеленга, величины и направления скорости прецессии. Принцип действия системы раскрутки и стабилизации изложен ниже.
Четыре датчика положения катушки обратной связи (КОС) и четыре катушки вращения (КВ) (моторные обмотки) симметрично расположены по периметру статора. КОС попарно запитаны от высокочастотного генератора. В исходном состоянии на одной из КОС какой-либо пары имеется напряжение, достаточное для отпирания электронного ключа, пропускающего ток в соответствующую КВ. Магнит гироскопа начинает втягиваться в электромагнитное поле данной КВ. При этом следующая по направлению вращения магнита КОС выдает отпирающий импульс для последующей КВ, которая будет втягивать магнит в своё электромагнитное поле. Гироскоп набирает номинальные обороты за время менее 10 с.
Режим стабилизации частоты вращения гироскопа обеспечивается уменьшением силы тока подмагничивания КОС, сопровождающегося уменьшением амплитуды напряжения, снимаемого с КОС; при этом отпирающие импульсы становятся более узкими и разгон прекращается.

## Конструкция ТГС
ТГС состоит из координатора и электронного блока. Координатор представляет собой оптико-гироскопический узел, включающий свободный гироскоп с зеркально-линзовым объективом, статорную систему и фотоприемник.
Ротор гироскопа вращается относительно главной оси, кроме того, имеет возможность качаться на углы ±45º(±60º), в зависимости от типа ТГС, относительно двух взаимно перпендикулярных осей, пересекающихся в центре масс гироскопа. Чашка карданного подвеса несёт на себе все подвижные элементы и с помощью фланца статора крепится на корпусе ракеты. Карданное кольцо устанавливается в чашку карданного подвеса на специальных шарикоподшипниках с малым моментом трения и несёт на себе внутреннюю рамку подвеса, качающуюся в кольце на таких же подшипниках. На внутренней рамке кардана установлены подшипники, в которых закреплен ротор, состоящий из постоянного магнита кольцевой формы, балансировочного кольца, приемного зеркала, контрзеркала и корригирующей линзы, бленд.
Статор включает в себя ряд обмоток, на наружную поверхность его коррекционной обмотки приклеиваются четыре катушки вращения под углом 90° одна относительно другой.

## Статистика
Согласно исследованию, проведённому корпорацией «Нортроп Грумман» в 1990-х гг. из общего числа летательных аппаратов всех типов, гражданских и военных, любой страновой принадлежности, сбитых в период 1958—1992 гг. (от постановки на вооружение первой серийной УРВВ с ИКГСН «Файрстрик» до окончания Холодной войны) 80 % было сбито ракетами с ИКГСН и 20 % ракетами с радиолокационным наведением, что подтверждается собственной статистикой потерь ВМС и ВВС США.